# Kelly Fong
Kelly Fong (ur. 17 kwietnia 1978) – australijska judoczka.
Uczestniczka mistrzostw świata w 2007. Zdobyła cztery medale mistrzostw Oceanii w latach 2003 - 2008. Brązowa medalistka mistrzostw Wspólnoty Narodów w 2004. Mistrzyni Australii w 2004 roku.